# Colaboratorio
Colaboratorio designa un centro de investigación distribuido. Al explotar las tecnologías de la información y la comunicación, el colaboratorio permite a los investigadores trabajar juntos en un mismo proyecto, aunque se hallen muy lejos unos de otros. 
El concepto de colaboratorio fue acuñado por Koichirō Matsuura, director general de la Unesco 
, al presentar el Informe mundial: Hacia las sociedades del conocimiento de este organismo. 
. Colaboratorio surge de la combinación de las palabras colaboración y laboratorio. Es un ‘centro sin paredes’, un punto de encuentro abierto a académicos, investigadores, estudiantes y público en general interesado en la conformación de espacios de aprendizaje en red, flexibles y participativos.
El colaboratorio ha facilitado la aceleración de investigaciones que, si se hubieran efectuado por separado, habrían hecho perder un tiempo precioso a la comunidad científica y ocasionado duplicaciones estériles de tareas. Esta forma de organización ha permitido lograr éxitos espectaculares en lapsos de tiempo inesperados.
Un colaboratorio es la más fiel representación de la tecnología social, en la cual el conocimiento humano potencia sus capacidades hasta multiplicarse de manera ilimitada al expandirse a través de las tecnologías digitales de interacción. El mejor ejemplo de un colaboratorio es un repositorio.
El fundamento central de un colaboratorio es que cualquiera que esté interesado puede aportar sus conocimientos, experiencia o puntos de vista, ya que lo que interesa es la construcción de mapas de conocimiento colectivo en permanente desarrollo.
Se plantea como una manera de aprovechar las tecnologías interactivas para generar y compartir el conocimiento sin las restricciones geográficas y temporales. Ya que la posibilidad de dar o recibir datos, información y conocimiento es permanente, a cualquier hora y desde cualquier lugar que exista conexión a la red.
Ésta es una oportunidad de intercambio formal e informal de conocimiento. Es un concepto adaptado al contexto digital, que fusiona y permite a los investigadores trabajar en redes que trascienden las fronteras. Este espacio virtual de innovación es el entorno propicio para que se genere la intercreatividad, concepto propuesto por Tim Berners Lee.
El principio fundamental del colaboratorio es comprender la regla de la reciprocidad en la que se puede utilizar cuantas veces se quiera la información de otro autor, siempre y cuando no se haga un uso comercial de ella y siempre que se haga referencia al autor de los contenidos. Una regla de reciprocidad significa dar y recibir, es decir, contribuir con contenidos e información de utilidad que pueda enriquecer el acervo de materiales de esta plataforma. Este concepto no es nuevo y representa en buena medida la arquitectura y la filosofía de Wikipedia y la idea de compartir el saber en la Sociedad del conocimiento. 